# Darwin Core
Darwin Core (vaak afgekort tot DwC) is een uitbreiding van Dublin Core voor gebruik in de biodiversiteit-informatica. Het is bedoeld als stabiele standaardreferentie voor het delen van informatie over de biologische diversiteit. De voorwaarden beschreven in deze standaard zijn een onderdeel van een grotere set van technische specificaties die in ontwikkeling zijn en worden onderhouden door het Biodiversity Information Standards (TDWG) (voorheen bekend als de Taxonomische Databanken van de werkgroep (TDWG)).

## Beschrijving
De Darwin Core is een document. Het bevat een woordenlijst van termen (in andere context kunnen deze eigenschappen, elementen, velden, kolommen, attributen of concepten worden genoemd) met als doel het vergemakkelijken van uitwisseling van informatie over biologische diversiteit door het bieden van standaard definities, voorbeelden en commentaren. De Darwin Core is voornamelijk gebaseerd op de taxa, hun voorkomen in de natuur, zoals beschreven door waarnemingen, verzameld materiaal (bijvoorbeeld in musea), monsters en gerelateerde informatie. In de standaard zitten documenten die beschrijven hoe deze voorwaarden worden beheerd, hoe voorwaarden kunnen worden uitgebreid voor nieuwe doeleinden en hoe de voorwaarden kunnen worden gebruikt. De Simple Darwin Core is een specificatie voor het delen van gegevens over taxa en hun voorkomen in een eenvoudige en gestructureerde manier.
Elke term heeft een definitie en commentaren om de consequente toepassing van de termen over de toepassingen en disciplines te bevorderen. Voortschrijdend inzicht van de interpretaties van de definities en voorbeelden leidt tot discussies, verbeteringen, uitbreiding of de vertaling waar naar verwezen wordt door middel van links in de Comments kenmerk van elke term. Door deze aanpak van documentatie kan de standaard aangepast worden aan nieuwe doeleinden, zonder dat bestaande toepassingen.worden verstoord. Er is juist een duidelijke scheiding tussen de begrippen gedefinieerd in de standaard en de toepassingen die er gebruik van maken. Bijvoorbeeld: hoewel de data types en constraints niet zijn voorzien in de definities van de term, worden aanbevelingen gedaan over hoe de waarden beperkt kunnen worden waar nodig.
In de praktijk ontkoppelt Darwin Core de definitie en de semantiek van de individuele voorwaarden van de toepassing van deze voorwaarden in andere technologieën zoals XML, RDF of eenvoudige CSV - tekstbestanden. Darwin Core biedt aparte richtlijnen voor het coderen van de termen als XML - of tekst bestanden.

## Geschiedenis
Darwin Core werd oorspronkelijk opgericht als een Z39.50 profiel door de Z39.50 Biologie Uitvoerders Groep (ZBIG), ondersteund door de financiering van een USA National Science Foundation award. De naam "Darwin Core" werd voor het eerst bedacht door Allen Allison op de eerste vergadering van de ZBIG gehouden aan de Universiteit van Kansas in 1998, vanwege  de conceptuele gelijkenis van het profiel met Dublin Core. Het Darwin Core profiel later werd uitgedrukt als een XML Schema document voor gebruik door de Distributed Generieke Information Retrieval (DiGIR) protocol. Een TDWG taak van de groep is gemaakt voor het herzien van de Darwin Core en een geratificeerd metadata-standaard werd officieel uitgebracht op 9 oktober 2009.
Hoewel geratificeerd als een TDWG/Biodiversity Information Standards standaard sindsdien, heeft Darwin Core tal van oudere versies in productie gebruik. De gepubliceerde standaard bevat een geschiedenis met de details van de versies die naar de huidige standaard.
| Name                                            | Namespace                                                                                      | Aantal termen | XML Schema     | Datum uitgifte |
| ----------------------------------------------- | ---------------------------------------------------------------------------------------------- | ------------- | -------------- | -------------- |
| Darwin Core 1.0                                 | Niet van toepassing                                                                            | 24            | (Z39.50 GRS-1) | 1998           |
| Darwin Core 1.2 (Classic)                       | https://web.archive.org/web/20080818174540/http://digir.net/schema/conceptual/darwin/2003/1.0/ | 46            |                | 2001-09-11     |
| Darwin Core 1.21 (MaNIS/HerpNet/ORNIS/FishNet2) | https://web.archive.org/web/20080818174540/http://digir.net/schema/conceptual/darwin/2003/1.0/ | 63            |                | 2003-03-15     |
| Darwin Core OBIS                                | https://web.archive.org/web/20070824110812/http://www.iobis.org/obis/                          | 27            |                | 2005-07-10     |
| Darwin Core 1.4 (Draft Standard)                | http://www.tdwg.org/standards/450/                                                             | 46            |                | 2007-04-23     |
| Darwin Core Terms (properties)                  | http://rs.tdwg.org/dwc/terms/                                                                  | 172           |                | 2009-10-09     |

## Sleutel Projecten Met Behulp Van Darwin Core
- The Global Biodiversity Information Facility (GBIF)[7]
- The Ocean Biogeographic Information System (OBIS)[8]
- The Atlas of Living Australia (ALA)
- Online Zoological Collections of Australian Museums (OZCAM)[dode link]
- Mammal Networked Information System (MaNIS)
- Ornithological Information System (ORNIS)
- FishNet 2
- VertNet
- Canadensys
- Sistema Nature 3.0
- Encyclopedia of Life
- Verspreidingsatlas
- Integrated Digitized Biocollections (iDigBio)[9][10]